# Las Odas de Salomón

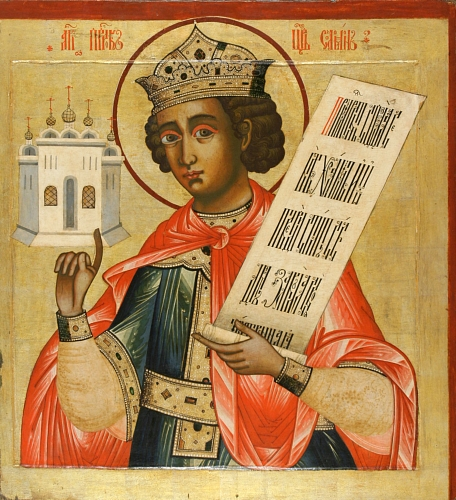
Icono ruso del rey Salomón.

Las Odas de Salomón es una colección de 42 odas atribuidas al rey Salomón. Varios investigadores datan la composición de esta colección de poemas religiosos entre los siglos I y III. Se cree que originalmente fueron escritas en  griego o siríaco, y que su temática es de naturaleza paleocristiana.

## Historia del manuscrito
Los manuscritos más antiguos de las Odas de Salomón que se conservan datan de finales del siglo III y principios del IV. La Pístis Sophía escrita en copto, incluye una cita en un verso en latín de Firmiano Lactancio salido de la Oda 19, también es mencionada la Oda 11 en el texto griego del Papiro Bodmer XI descubierto en 1952.
Antes del siglo XVIII, las Odas solo eran conocidas a través de los escritos de Lactancio el cual cita los versos en su inclusión de dos listas de literatura religiosa.
El Museo Británico compró la Pistis Sofía (Codex Askewianus BM MS. add. 5114) en 1785. El Manuscrito Copto, un Códice de 174 hojas, probablemente fue compuesto a finales del siglo III. Este manuscrito contiene los textos completos de dos de las Odas de Salomón, y porciones de otras dos Odas, y por lo que se cree también la Oda 1 (esta Oda no está avalada en ningún otro manuscrito y podría no estar completa). La Pistis Sofíaes un texto gnóstico escrito en Egipto, posiblemente una traducción del griego con procedencia siria.
Después del descubrimiento de las porciones de las Odas de Salomón en la Pistis Sofía, los eruditos continuaron buscando más copias completas de esos intrigantes textos. En 1909, John Rendel Harris descubrió un montón de hojas olvidadas de un manuscrito siriaco tiradas en un estante en su escritorio. Desafortunadamente, lo único que podía recordar es que provenían de 'algún barrio de Tigris'. El manuscrito (Cod. Syr. 9 de la Biblioteca Universitaria John Rylands) es el más completo de los textos existentes de las Odas de Salomón, este manuscrito empieza con la segunda estrofa del primer verso de la Oda 3 (las dos primeras Odas están perdidas). El manuscrito contiene el Corpus completo de las Odas hasta la Oda 42. Luego siguen los Salmos de Salomón (Poesía Judía más antigua generalmente agrupada junto con las Odas)  hasta comienzos del Salmo 17:38 la parte final del manuscrito falta. Sin embargo, el 'Manuscrito Harris es una copia tardía del siglo XV.
En 1912 F. C. Burkitt descubrió un manuscrito más antiguo de las Odas de Salomón en el Museo Británico (BM Add. 14538). El Códice Nitriensis proviene de un monasterio sirio en Wadi el Natrun, 100 km al oeste de El Cairo; el cual incluye desde la Oda 17:7b hasta el final de la Oda 42, siguiéndole los Salmos de Salomón en numeración continua. El Códice Nutriensis está escrito en una escritura más densa que el Manuscrito de Harris, lo cual lo hace casi ilegible; De todas maneras el Nitriensis es de una época más temprana que el de Harris por alrededor de seis siglos (aunque Mingana lo data en el siglo XIII).
En 1995-96, Martin Bodmer adquirió varios a manuscritos. El Papyrus Bodmer XI parece ser un álbum de recortes griego sobre literatura religiosa cristiana compilado en Egipto en el siglo III. El cual incluye la Oda 11 completa (titulada ΩΔΗ ΣΟΛΟΜΩΝΤΟS), la cual incluye una sección corta en medio de la Oda, que no aparece en la versión de Harris. La evidencia interna sugiere que este material adicional es original a dicha Oda, el cual ha sido omitido en el manuscrito posterior de Harris.
|  |  |  |  |  |  |  |  |  |  |  |  |  |  |  |  |  |  |  |  |  |  |
|  |  |  |  |  |  |  |  |  |  |  |  |  |  |  |  |  |  |  |  |  |  |

## Autoría

### Idioma y fecha
Inicialmente los eruditos pensaron que las Odas habían sido compuestas originalmente en griego o hebreo, pero existe consenso actualmente en que la lengua original fue siríaco/arameo. Parece que provienen alguna región en Siria. Las estimaciones sobre las fechas en que fueron compuestas van desde el siglo I al siglo III, con numerosos eruditos inclinándose por el siglo II. Algunos han sostenido que la Oda 4 hace referencia al cierre del templo de Leontópolis
en Egipto en cuyo caso el manuscrito sería de alrededor del año 73. Uno de los argumentos más fuertes para una fecha temprana es el descubrimiento de referencias y tal vez hasta citas de las Odas en los escritos de San Ignacio de Antioquia, quien escribió hacia el año 100.

### Uso litúrgico
Es probable que las Odas de Salomón fueran compuestas para uso litúrgico. En los manuscritos siríacos, todas las Odas finalizan con un  aleluya, y en manuscrito Harris cuando esta palabra ocurre en el medio de una Oda esta resaltada con la letra siriaca hê (ܗ). El uso de las formas verbales imperativo plural y yusivo sugieren que en ocasiones el texto se dirige a una congregación. Bernard, Aune, Pierce y otros comentaristas de las Odas encuentran en ellas claras referencias a elementos bautismales, el agua es un tema siempre presente (inundaciones, beber de las aguas vivas, ahogarse y vertientes) como en un mensaje de conversión e iniciación. Sin embargo James H. Charlesworth ha criticado esta interpretación.

## Relación con los Salmos de Salomón
Desde un punto de vista técnico las Odas son anónimas, pero en numerosos manuscritos antiguos, las Odas de Salomón se encuentran junto con su similar los Salmos, y las Odas fueron atribuidas inicialmente al mismo autor. A diferencia de los Salmos de Salomón, las Odas poseen una apariencia mucho menos clara judía que cristiana. Las Odas hacen una referencia explícita no solo a Jesús, sino que también al nacimiento virginal, descenso a los infiernos, y la Trinidad. Adolf Harnack cree posible que haya trabajado un editor cristiano, adaptando un texto original judío.

## Relación con los textos católicos y canónicos

En el principio era el verbo (logos), texto sirio del libro de Juan.

Hay paralelismos tanto en estilo como en teología entre las Odas y los escritos de Ignacio de Antioquía, así como con el libro canónico del Evangelio de Juan. Por ejemplo, tanto Odas como Juan usan el concepto de Jesús como Logos y escriben mediante metáforas suaves. 
De todos modos, las Odas parecen ser de uso en servicios religiosos, una mezcla de sermones cortos con Cánticos e Himnos, las Odas también hacen referencia a un distinto estilo de oración - los gestos 'orantes' de la unión de las dos manos apartadas y hacia arriba y palmas hacia afuera.
Harris enumera las siguientes similitudes en el tema entre las Odas y la literatura joánica:
- Cristo es la Palabra
- Cristo existió antes de la fundación del mundo (Odas 31, 33) (Otros han cuestionado si estos textos hablan de preexistencia de Cristo)
- Cristo otorga abundante agua viva
- Cristo es la puerta a todo
- Cristo está para Su pueblo en la relación de Amante a Amado
- Los creyentes aman al Señor porque Él los amó primero (Oda 3.3)
- El amor de los creyentes por Cristo los convierte en sus amigos (Oda 8) )[15]

Se ha sugerido que la Oda 22.12 ("el fundamento de todo es la roca de tu [Dios]. Y sobre ella has edificado tu reino, y se convirtió en la morada de los santos".) puede ser anterior. versión del dicho en Mateo 16.18

## Relación con el gnosticismo
Muchos han dudado de la ortodoxia de las Odas, sugiriendo que tal vez se originaron en un grupo herético o gnóstico. Esto se debe al uso excesivo de la palabra 'Conocimiento' (sirio. ܝܕܥܬܐ, griego. γνωσις gnōsis), la sugerencia de que el Salvador necesitaba salvarse en Oda 8: 21c (sirio ܘܦ̈ܖܝܩܐ ܒܗܘ ܕܐܬܦܪܩ wafrîqê ḇ-haw d'eṯpreq - 'y los salvados (están) en él que fue salvado') y la imagen del 'Padre' descrito con senos, de los cuales el Espíritu Santo succiona para traer al Cristo a la encarnación. 
Sin embargo como las Odas están repletas de gozo en la buena creación de Dios, parecen estar en desacuerdo con el concepto gnóstico de conocimiento que proporciona los medios para liberación del mundo imperfecto. Las otras imágenes a veces se consideran marcas de herejía en el odista, pero tienen algún paralelo en la literatura patrística temprana.